# Fluor nitrat
Fluor nitrat hay còn được gọi là flo nitrat, là một dẫn xuất không bền của acid nitric với công thức FNO
3. Nó khá nhạy cảm với một cú sốc. Do tính không ổn định của hợp chất này, nó thường được sản xuất từ chlor nitrat khi cần thiết..

## Điều chế và tính chất

#### Điều chế
Fluor nitrat được tạo thành khi khí fluor phản ứng acid nitric hoặc với muối kali nitrat rắn:
{\displaystyle {\mathsf {F_{2}+HNO_{3}\ \xrightarrow {\ } FNO_{3}+HF}}}
{\displaystyle {\mathsf {F_{2}+KNO_{3}\ \xrightarrow {\ } FNO_{3}+KF}}}

#### Tính chất
Fluor nitrat phản ứng với nước để tạo thành khí oxy, acid hydrofloric và acid nitric:
{\displaystyle {\mathsf {2FNO_{3}+3H_{2}O\ \xrightarrow {\ } O_{2}+2HF+2HNO_{3}}}}